# World Championship Tour 2006
Cet article présente la saison 2006 du Championnat du monde de surf.

## Hommes

### Calendrier
| Date                      | Lieu                                | Pays                | Compétition                    | Vainqueur      |
| ------------------------- | ----------------------------------- | ------------------- | ------------------------------ | -------------- |
| 28 février-12 mars        | Gold Coast, Queensland              | Australie           | Quiksilver Pro                 | Kelly Slater   |
| 11 avril-21 avril         | Bells Beach, Victoria               | Australie           | Rip Curl Pro                   | Kelly Slater   |
| 4 mai-16 mai              | Teahupoo, Tahiti                    | Polynésie française | Billabong Pro Teahupoo         | Bobby Martinez |
| 21 mai-2 juin             | Tavarua                             | Fidji               | Globe WCT Fiji                 | Damien Hobgood |
| 20 juin-1er juillet       | La Jolla                            | Mexique             | Rip Curl Pro Search            | Andy Irons     |
| 12 juillet-22 juillet     | Jeffreys Bay                        | Afrique du Sud      | Billabong Pro                  | Mick Fanning   |
| 12 septembre-16 septembre | Trestles, Californie                | États-Unis          | Boost Mobile Pro of Surf       | Bede Durbidge  |
| 22 septembre-1er octobre  | Côte du Sud-Ouest                   | France              | Quiksilver Pro France          | Joël Parkinson |
| 2 octobre-14 octobre      | Mundaka, Communauté autonome basque | Espagne             | Billabong Pro Mundaka          | Bobby Martinez |
| 30 octobre-8 novembre     | Florianópolis, Santa Catarina       | Brésil              | Nova Schin Festival WCT Brasil | Mick Fanning   |
| 8 décembre-20 décembre    | Banzai Pipeline, Oahu               | États-Unis          | Rip Curl Pipeline Masters      | Andy Irons     |

### Classement 2006
| Classement | Nom                 | Pays           | Points | Nombre épreuves | Remarque |
| ---------- | ------------------- | -------------- | ------ | --------------- | -------- |
| 1          | Kelly Slater        | États-Unis     | 8124   | 9               |          |
| 2          | Andy Irons          | États-Unis     | 6948   | 11              |          |
| 3          | Mick Fanning        | Australie      | 6828   | 11              |          |
| 4          | Taj Burrow          | Australie      | 6480   | 11              |          |
| 5          | Bobby Martinez      | États-Unis     | 6350   | 11              |          |
| 6          | Joël Parkinson      | Australie      | 6240   | 11              |          |
| 7          | Damien Hobgood      | États-Unis     | 6096   | 11              |          |
| 8          | Tom Whitaker        | Australie      | 5138   | 11              |          |
| 9          | Taylor Knox         | États-Unis     | 4880   | 11              |          |
| 10         | Dean Morrison       | Australie      | 4856   | 11              |          |
| 11         | Tim Reyes           | États-Unis     | 4770   | 9               |          |
| 12         | Phillip MacDonald   | Australie      | 4696   | 11              |          |
| 12         | Cory Lopez          | États-Unis     | 4696   | 11              |          |
| 14         | Bruce Irons         | États-Unis     | 4684   | 11              |          |
| 15         | Bede Durbidge       | Australie      | 4539   | 11              |          |
| 16         | C.J. Hobgood        | États-Unis     | 4448   | 11              |          |
| 17         | Frederick Patacchia | États-Unis     | 4320   | 11              |          |
| 18         | Daniel Wills        | Australie      | 4230   | 10              |          |
| 19         | Greg Emslie         | Afrique du Sud | 4172   | 11              |          |
| 20         | Adriano de Souza    | Brésil         | 4072   | 11              |          |
| 21         | Chris Ward          | États-Unis     | 4048   | 11              |          |
| 22         | Shaun Cansdell      | États-Unis     | 4044   | 11              |          |
| 23         | Travis Logie        | Afrique du Sud | 4040   | 11              |          |
| 23         | Michael Lowe        | Australie      | 4040   | 11              |          |
| 25         | Luke Stedman        | Australie      | 4007   | 11              |          |
| 26         | Mark Occhilupo      | Australie      | 3941   | 10              |          |
| 27         | Pancho Sullivan     | États-Unis     | 3855   | 10              |          |
| 28         | Trent Munro         | Australie      | 3850   | 11              |          |
| 29         | Victor Ribas        | Brésil         | 3792   | 11              |          |
| 29         | Peterson Rosa       | Brésil         | 3792   | 11              |          |
| 31         | Darren O'Rafferty   | Australie      | 3617   | 11              |          |
| 32         | Jake Paterson       | Australie      | 3602   | 11              |          |
| 33         | Nathan Hedge        | Australie      | 3290   | 11              |          |
| 34         | Roy Powers          | Hawaï          | 3237   | 11              |          |
| 35         | Troy Brooks         | Australie      | 3105   | 10              |          |
| 35         | Marcelo Nunes       | Brésil         | 3105   | 11              |          |
| 37         | Paulo Moura         | Brésil         | 2915   | 11              |          |
| 38         | Mikael Picon        | France         | 2910   | 11              |          |
| 39         | Raoni Monteiro      | Brésil         | 2862   | 7               |          |
| 40         | Jarrad Howse        | Australie      | 2725   | 10              |          |
| 41         | Pedro Henrique      | Brésil         | 2545   | 11              |          |
| 42         | Toby Martin         | Australie      | 2540   | 9               |          |
| 42         | David Weare         | Afrique du Sud | 2540   | 11              |          |
| 44         | Adrian Buchan       | Australie      | 2355   | 5               |          |
| 44         | Yuri Sodre          | Brésil         | 2355   | 11              |          |
| 46         | Richard Lovett      | Australie      | 1800   | 0               |          |
| 47         | Jihad Khodr         | Brésil         | 1045   | 3               |          |

À Mundaka, Kelly Slater s'est attribué son 8e titre de champion du monde de surf, ses principaux rivaux ayant été éliminés prématurément.

## Femmes

### Calendrier
| Date                   | Lieu                                             | Pays                | Compétition                | Vainqueur           |
| ---------------------- | ------------------------------------------------ | ------------------- | -------------------------- | ------------------- |
| 28 février-12 mars     | Gold Coast, Queensland                           | Australie           | Roxy Pro                   | Melanie Redman-Carr |
| 22 avril-29 avril      | Tavarua                                          | Fidji               | Roxy Pro                   | Melanie Redman-Carr |
| 4 mai-16 mai           | Teahupoo, Tahiti                                 | Polynésie française | Billabong Pro Teahupoo     | Melanie Redman-Carr |
| 21 août-28 août        | Praia da Tiririca, Itacare, Bahia                | Brésil              | Billabong Girls            | Layne Beachley      |
| 31 août-5 septembre    | Hossegor/Seignosse                               | France              | Rip Curl Pro Mademoiselle  | Chelsea Georgeson   |
| 9 octobre-15 octobre   | Northern Beaches, Sydney, Nouvelle-Galles du Sud | Australie           | Havaianas Beachley Classic | Stéphanie Gilmore   |
| 24 novembre-6 décembre | Sunset Beach, Oahu, Hawaï                        | États-Unis          | Roxy Pro                   | Melanie Bartels     |
| 8 décembre-20 décembre | Honolua Bay, Maui, Hawaï                         | États-Unis          | Billabong Pro              | Jessi Miley-Dyer    |

### Classement
| Classement | Nom                 | Pays           | Points | remarque |
| ---------- | ------------------- | -------------- | ------ | -------- |
| 1          | Layne Beachley      | Australie      | 6394   |          |
| 2          | Melanie Redman-Carr | Australie      | 5802   |          |
| 3          | Chelsea Georgeson   | Australie      | 5797   |          |
| 4          | Jessi Miley-Dyer    | Australie      | 4440   |          |
| 5          | Sofía Mulánovich    | Pérou          | 4105   |          |
| 6          | Rebecca Woods       | Australie      | 3794   |          |
| 7          | Claire Bevilacqua   | Australie      | 3564   |          |
| 8          | Keala Kennelly      | États-Unis     | 3516   |          |
| 9          | Silvana Lima        | Brésil         | 3408   |          |
| 10         | Megan Abubo         | Hawaï          | 3398   |          |
| 11         | Rochelle Ballard    | États-Unis     | 3218   |          |
| 12         | Samantha Cornish    | Australie      | 3218   |          |
| 13         | Heather Clark       | Afrique du Sud | 3180   |          |
| 14         | Julia Christian     | États-Unis     | 2834   |          |
| 15         | Trudy Todd          | Australie      | 2244   |          |
| 16         | Serena Brooke       | Australie      | 2232   |          |
| 17         | Jacqueline Silva    | Brésil         | 2142   |          |

## Statistiques de l'année

### Victoires par nations
Résultats WCT hommes et femmes
| Pays        | Hommes WCT | Femmes WCT | Hommes WQS | Femmes WQS | WLT | Total |
| ----------- | ---------- | ---------- | ---------- | ---------- | --- | ----- |
| Australie   | 4          | 7          |            |            |     | 11    |
| États-Unis* | 7          | 1          |            |            |     | 8     |
| Total       | 11         | 8          | NC         | NC         | Nc  | 19    |

- * dont  Hawaï : 3 (2 WCT hommes et 1 WCT femme)